# 茂木町 (前橋市)
茂木町（もとぎまち）は、群馬県前橋市の地名。旧勢多郡大胡町大字茂木にあたる地名である。郵便番号は371-0232。面積は1.97km2(2013年現在)。

## 地理
赤城山麓、荒砥川の右岸に位置する。
上毛電気鉄道の大胡駅と車両基地がある。

### 河川
- 荒砥川

## 歴史
江戸時代頃からある地名である。はじめは大胡藩領、元和3年に前橋藩領、明和5年に幕府領、安永7年に再び前橋藩領、天保14年に幕府領、旗本倉橋氏領、弘化3年から旗本倉橋氏と武蔵岩槻藩の相給となる。

### 年表
- 1889年 市町村制が施行され、1町7村が合併し、南勢多郡茂木村から、群馬県南勢多郡大胡村大字茂木となる。
- 1896年 郡統合（東群馬郡と南勢多郡の統合）により勢多郡に所属し勢多郡大胡村大字茂木となる。
- 1899年 大胡村が町制施行し大胡町が成立し勢多郡大胡町大字茂木となる。
- 2004年 平成の大合併で大胡町は、宮城村、粕川村とともに、前橋市に合併し、群馬県前橋市茂木町となる

## 世帯数と人口
2017年（平成29年）8月31日現在の世帯数と人口は以下の通りである。
| 町丁   | 世帯数    | 人口    |
| ------ | --------- | ------- |
| 茂木町 | 1,480世帯 | 3,713人 |

## 小・中学校の学区
市立小・中学校に通う場合、学区は以下の通りとなる。
| 番地 | 小学校             | 中学校             |
| ---- | ------------------ | ------------------ |
| 全域 | 前橋市立大胡小学校 | 前橋市立大胡中学校 |

## 交通

### 鉄道
上毛電気鉄道上毛線大胡駅がある。

### バス
赤城タクシーが運行を行っているデマンドバス方式のふるさとバスがある。
また、日本中央バスが町内の大胡駅から高崎駅までの路線バスを運行している。

### 道路
国道はなく、県道は群馬県道3号前橋大間々桐生線、群馬県道40号藤岡大胡線が通過。

## 施設
- 上毛電気鉄道上毛線大胡駅

## 避難所
当町が避難対象区域となった場合、近隣の堀越町にある前橋市立大胡小学校に避難する。